# Gadający Pies

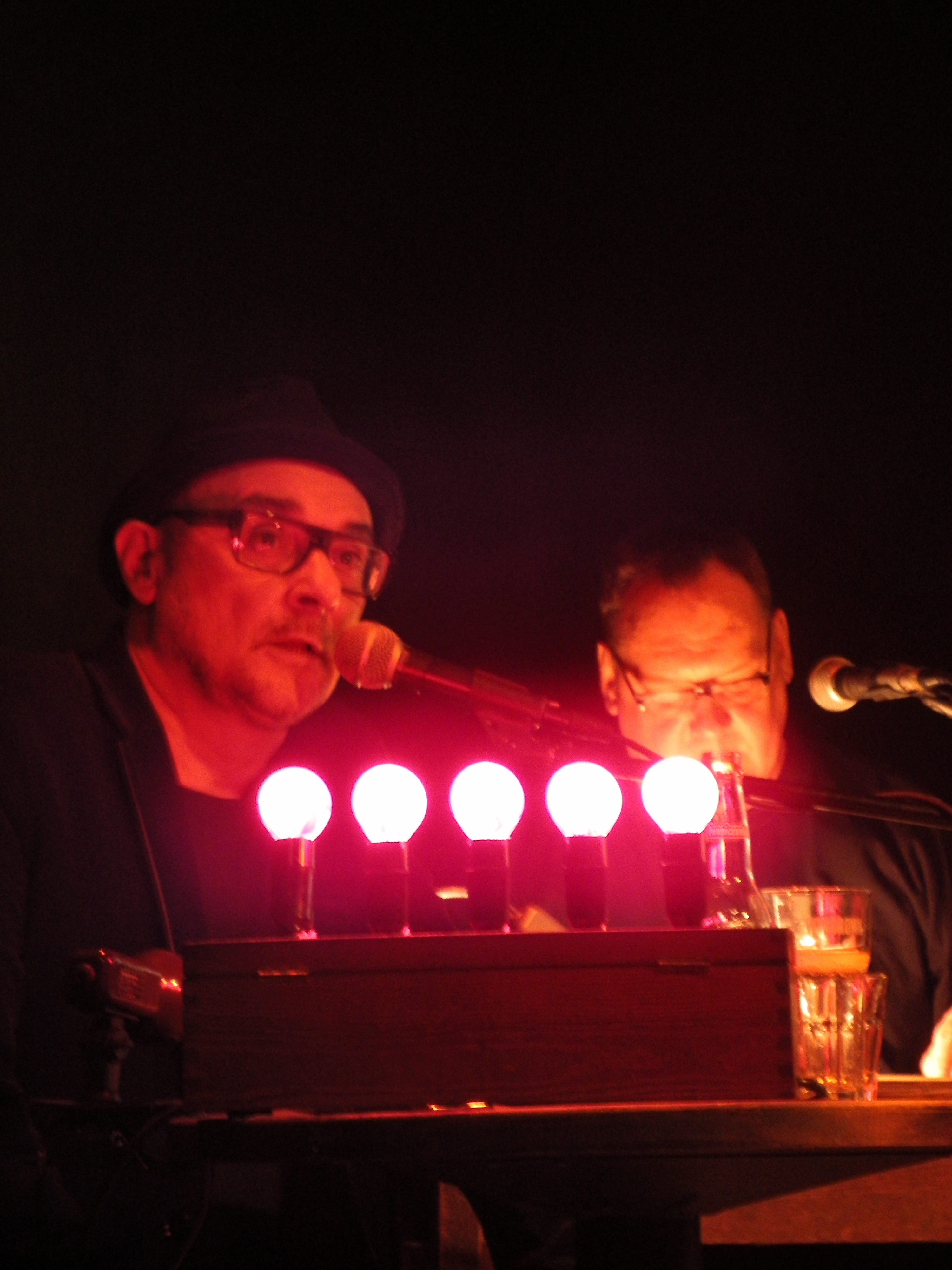
Prowadzący podczas 16. wydania pisma. Na pierwszym planie czerwone żarówki Prusa

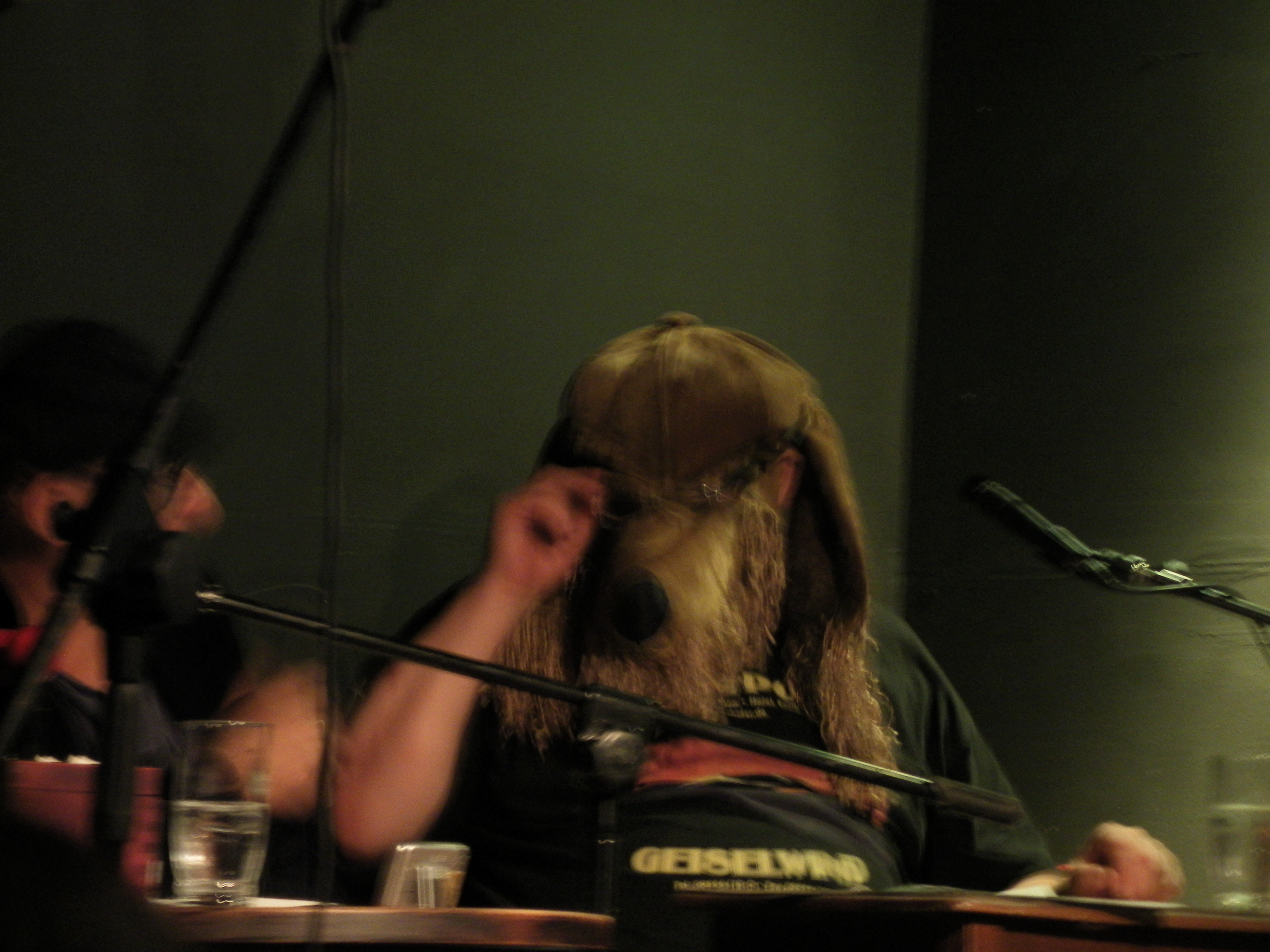
Piotr Bikont w charakterystycznej masce psa

Gadający Pies – pismo mówione prowadzone przez Piotra Bikonta i Macieja Piotra Prusa comiesięcznie w klubie Piękny Pies w Krakowie od drugiej połowy 2010 do marca 2015 roku.
W skład redakcji, poza prowadzącymi, wchodzili Aleksander Janicki, Edward Pasewicz, Andrzej Pilichowski Ragno, Jorgos Skolias i Marcin Świetlicki, zaś regularnie występowali m.in. Marcin Baran, Piotr Bartula, Wojciech Bonowicz, Andrzej Marzec i Jerzy Vetulani. Razem, od premiery, zaprezentowano trzydzieści jeden wydań magazynu.

## Historia
Gadający Pies zainicjował działalność w drugiej połowie 2010 roku jako mówiony magazyn antropologiczno-kulturalny. Do pojawienia się na jego scenie zapraszani byli m.in. przedstawiciele środowisk artystycznych i naukowych. Na każdy numer przypadały wystąpienia artystów muzycznych, performerów, poetów, pisarzy i naukowców. Tematyka występów nie była ograniczona; każdy z gości miał na zaprezentowanie się pięć minut. Aby zasygnalizować upływ czasu, jeden z prowadzących magazynu, Maciej Piotr Prus każdorazowo po upływie sześćdziesięciu sekund wyłączał jedną ze swoich charakterystycznych, pięciu czerwonych żarówek. Zgaśnięcie wszystkich żarówek sygnalizowało, że występująca osoba wyczerpała swój czas.
Stałymi uczestnikami Gadającego Psa byli m.in. Marcin Baran, Piotr Bartula, Miłosz Biedrzycki, Wojciech Bonowicz, Paweł Głowacki, Lesław i Wacław Janiccy, Szymon Kloska, Olimpia Maciejewska w reprezentacji Galerii Olympia, Andrzej Marzec, Maciej Miezian, Janusz Michał Różański i Jerzy Vetulani.
Gościnnie występowali m.in. Bogusław Bachorczyk, Krzysztof Bielawski, Paulina Bisztyga, Wojciech Brzoska, Rafał Dutkiewicz, Antoni Gralak, Piotr Gruszczyński, Gaja Grzegorzewska, Janusz Iwański, Krzysztof Knittel, Ryszard Krynicki, Krzysztof Maćkowski, Robert Makłowicz, Czet Minkus, Marcin Oleś, Łukasz Orbitowski, Pablopavo, Zbigniew Pasek, Magda Piskorczyk, Mateusz Pospieszalski, Tomasz Schimscheiner, Kamil Sipowicz, Krzysztof Skiba, Stanisław Sojka, Krzysztof Ścierański, Krzysztof Varga i Adam Ziemianin.
Magazyn został nominowany do nagrody Kulturalne Odloty w kategorii Wydarzenie Roku 2011. Jerzy Vetulani porównał atmosferę Gadającego Psa do atmosfery obecnej we wczesnej Piwnicy pod Baranami. W listopadzie 2011 roku w ramach festiwalu Transsmisja numer Gadającego Psa przemianowano na Gadającą Sukę, która została poświęcona kobietom.
Pismo zawiesiło działalność na okres kwiecień–grudzień 2012. Reaktywacja nastąpiła w styczniu 2013 roku. Ostatnie wydanie miało miejsce w marcu 2015 roku.
W marcu 2017 roku, w następstwie wypadku drogowego, jakiemu uległ Jerzy Vetulani, zaprezentowano specjalne wydanie pisma zatytułowane V jak Vetulani. Organizatorzy napisali wówczas: „W trybie nadzwyczajnym organizujemy wydanie naszego gadającego magazynu, aby wygenerować pozytywną energię dla jego wielkiej gwiazdy – profesora Jerzego Vetulaniego”. Vetulani zmarł w kwietniu 2017. W czerwcu 2017 roku, również w wyniku wypadku drogowego, zmarł jeden z prowadzących Gadającego Psa, Piotr Bikont.

### The Talking Dog
W listopadzie 2013 odbyła się premiera The Talking Dog, międzynarodowej wersji Gadającego Psa. Wydarzenie, pozostające projektem niezależnym od oryginalnego magazynu, miało służyć integracji różnych społeczności krakowskich, w tym społeczności niepolskojęzycznych. Jego prowadzącymi byli David McGirr i Kevin Patrick Cullen. Zostały w nim zachowane najważniejsze zasady z edycji polskiej; istotną różnicą było to, że The Talking Dog prowadzony był po angielsku. Pismo zakończyło działalność po dwóch wydaniach.